# Oda (vattendrag i Ghana)
Oda är ett vattendrag i Ghana. Det ligger i den södra delen av landet, 210 km väster om huvudstaden Accra.